# Kalopolynema discrepans
Kalopolynema discrepans är en stekelart som beskrevs av Dmitriy Alekseevich Ogloblin 1960. Kalopolynema discrepans ingår i släktet Kalopolynema och familjen dvärgsteklar. Inga underarter finns listade i Catalogue of Life.